# Biển Bellingshausen

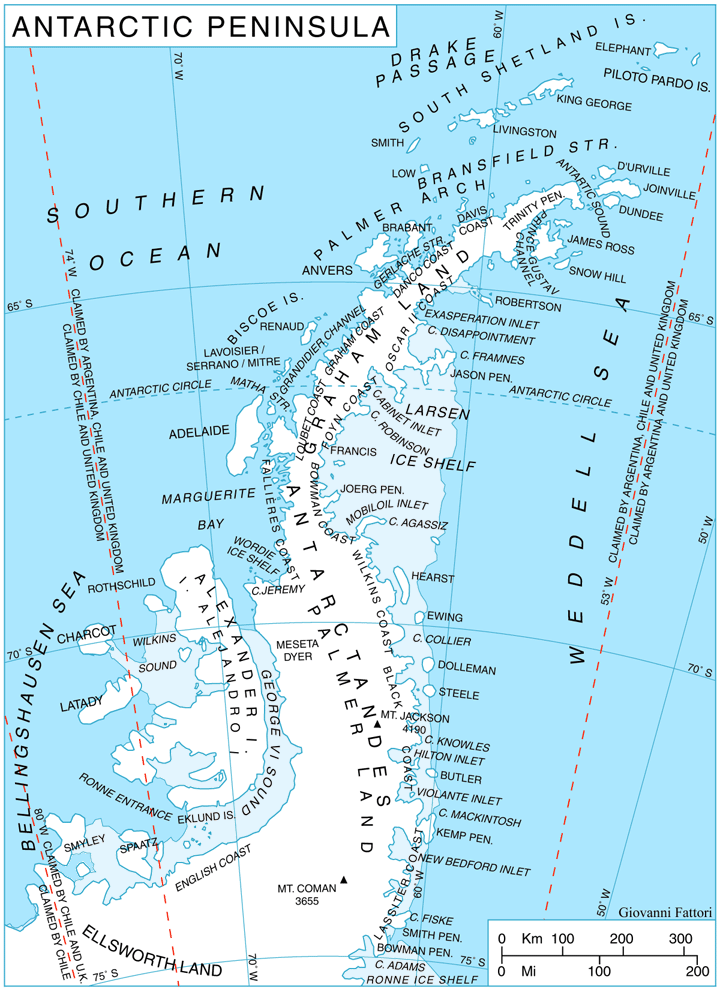
Bản đồ biển.

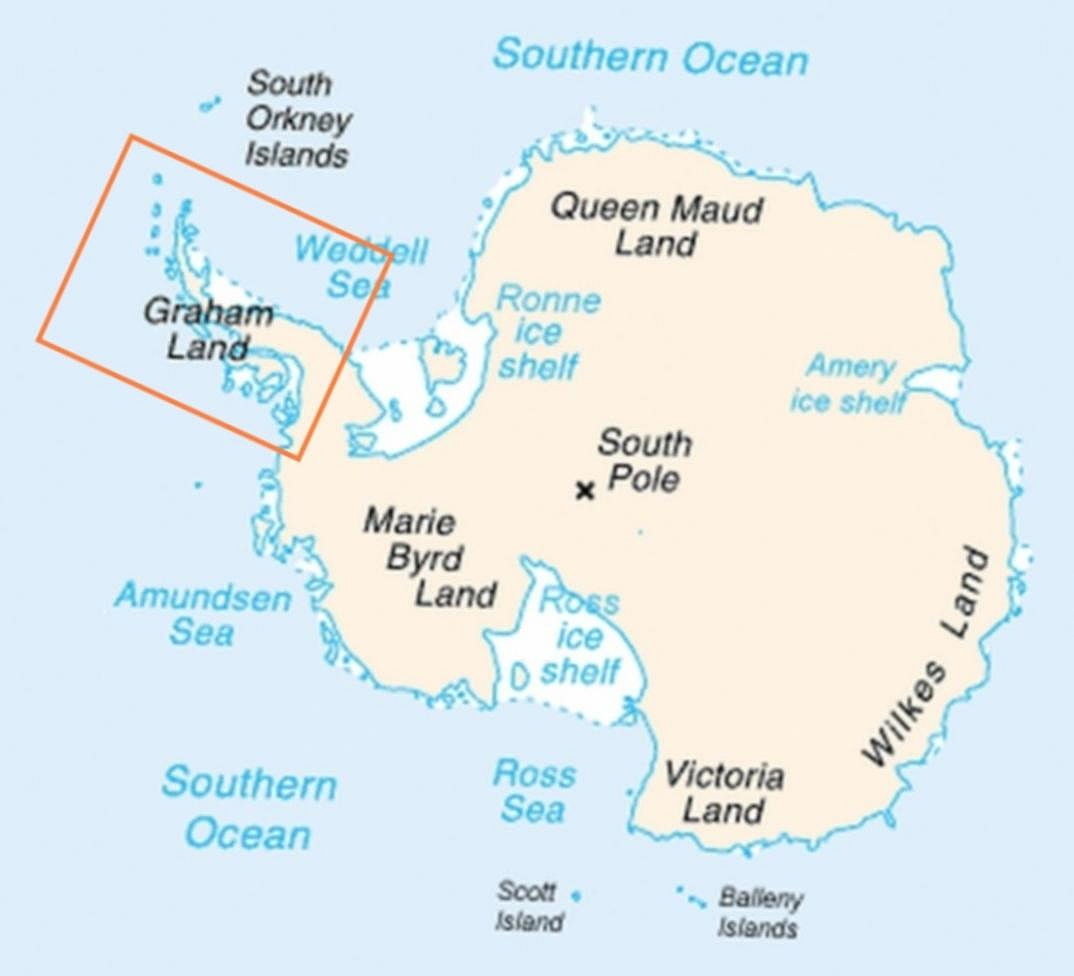
Khu vực bán đảo Nam Cực trong vùng Nam Cực.

Biển Bellingshausen là khu vực dọc theo bán đảo Nam Cực, phía tây của đảo Alexander, phía đông của Mũi Cá Bay trên đảo Thurston, phía Nam của đảo Peter I (phía Nam Vostokkysten). Ở phía Nam, từ tây sang đông gồm bờ biển Eights, bờ biển Bryan và bờ biển English (phần phía Tây) của Tây Nam Cực. Đến phía Tây của Mũi Cá Bay thì nhập vào biển Amundsen.
Biển Bellingshausen là vùng khoảng 487.000 km2 và đạt độ sâu 4470m. Tên của biển được lấy từ tên của đô đốc Thaddeus Bellingshausen, người khám phá ra khu vực này vào năm 1821.
Vào cuối kỷ nguyên Pliocene, khoảng 2.15 triệu năm trước, thiên thạch Eltanin đã va chạm khu vực này. Đây là vụ va chạm nổi tiếng thế giới ở biển sâu.